# Monument aux morts de Gramat
Le monument aux morts de Gramat (Lot, France) est consacré aux soldats de la commune morts lors des conflits du XXe siècle.

## Caractéristiques
Le monument est érigé dans le centre de Gramat. Il est constitué d'une obélisque tronqué dans la face avant comporte le haut-relief d'une Victoire ailée, casquée, en armure et couronnée de laurier. Dans ses bras levés au-dessus de la tête, elle porte une plaque portant l'inscription : « Aux glorieux enfants de Gramat morts pour la Patrie ». Devant l'obélisque, un groupe statuaire représente une femme et un enfant, devant la tombe d'un poilu, symbolisée par une Croix surmontée d'un casque et d'une couronne. L'ensemble, en pierre, mesure 4,5 m de hauteur pour 2,5 m de largeur.
Le monument porte les noms des soldats de la commune morts lors des conflits du XXe siècle,.

## Histoire
Le monument est érigé en 1922. La statuaire est l'œuvre de Carlo Sarrabezolles,.
Le monument aux morts est inscrit au titre des monuments historiques le 18 octobre 2018. Il fait partie d'un ensemble de 42 monuments aux morts de la région Occitanie protégés à cette date pour leur valeur architecturale, artistique ou historique.